# Neogaerrhinum filipes
Neogaerrhinum filipes är en grobladsväxtart som först beskrevs av Asa Gray, och fick sitt nu gällande namn av Werner Hugo Paul Rothmaler. Neogaerrhinum filipes ingår i släktet Neogaerrhinum och familjen grobladsväxter. Inga underarter finns listade i Catalogue of Life.